# Theo Koster
Theo Koster (Emmeloord, 1952) is een Nederlandse kunstenaar en woont en werkt in Kampen.

## Leven en werk
Theo Koster wordt in zijn jeugd door zijn ouders gestimuleerd in zijn artistieke ontwikkeling. Al op zijn 14e volgt hij een kostbare cursus van het Amerikaanse instituut Famous Artist School.
Na zijn opleiding aan de Gerrit Rietveld Academie in Amsterdam en de Academie voor de beeldende kunsten in Arnhem, woonde hij een tijd lang in een vrijwel verlaten bergdorp in de Franse Ardèche. Hier ontstond zijn voorliefde voor de natuur en het landschap als belangrijkste inspiratie voor zijn werk.
Na een expositie in New Delhi in 2010 is Theo Koster zo gegrepen door de Indiase cultuur dat hij daar een eigen woon- en werkruimte betrekt, waar hij grote zeefdrukken en mixed media schilderijen maakt. Verder neemt de kunstenaar deel aan diverse projecten in Brazilië, Polen en Bulgarije. Theo Koster heeft op deze wijze altijd creatieve uitwisselingen opgezocht zonder deel uit te maken van een collectief.
Theo Koster groeit op in een groot religieus gezin. Symbolen uit zijn jeugd zijn terug te vinden in veel van zijn werken. Naarmate hij zich ontwikkelt als mens en als kunstenaar verdwijnen deze grafische symbolen uit zijn schilderijen. Dit resulteert in dromerige geabstraheerde landschappen die voortborduren op de schilderkunst uit de tijd van de Romantiek en Het sublieme. De uitspraak van de kunstenaar: "kunst moet communiceren en iets te vertellen hebben, maar boven al mooi zijn” illustreert dat.
Balans en harmonie zijn belangrijke kenmerken van het werk van Theo Koster. Uitgangspunt hiervoor is de horizon, die bij ieder nieuw werk het beginpunt vormt. Het is aan de kijker om vervolgens een eigen poëtische invulling te geven.
Het oeuvre van Theo Koster bestaat uit (mixed media) schilderijen, zeefdrukken en collages.

## Werk in openbare collecties (selectie)
- Santa Catarina Art Museum, Florianópolis
- Gemeentemuseum Torun, Polen
- Louisiana Museum of Modern Art, Humlebæk
- Musiom, Amersfoort

## Fotogalerij

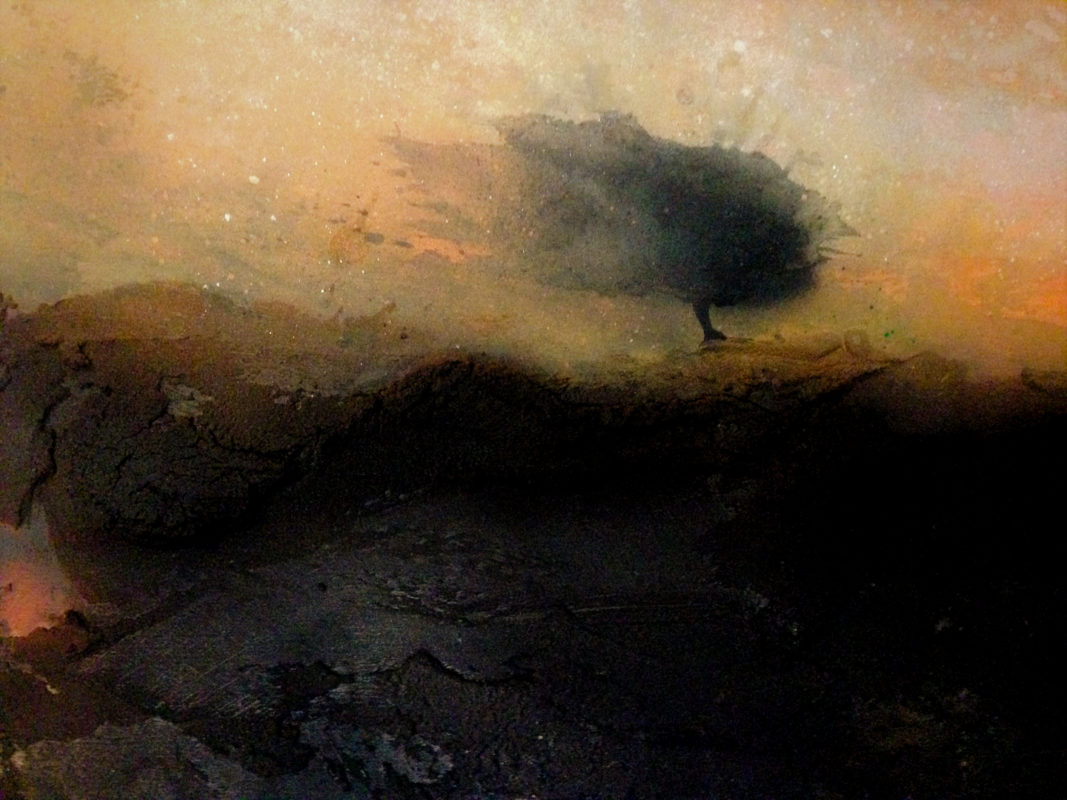
Terre Brulee (2015)
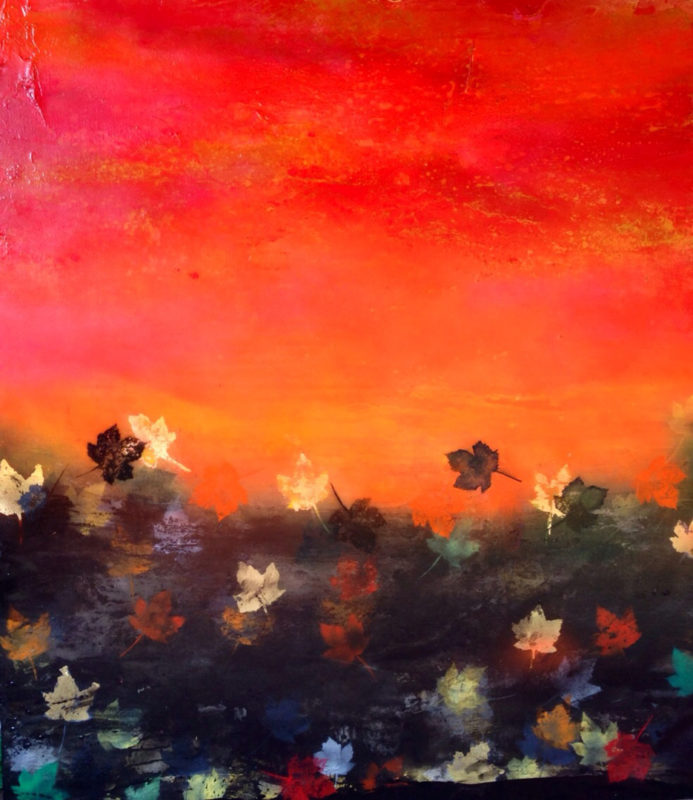
Falling leaves (2018)
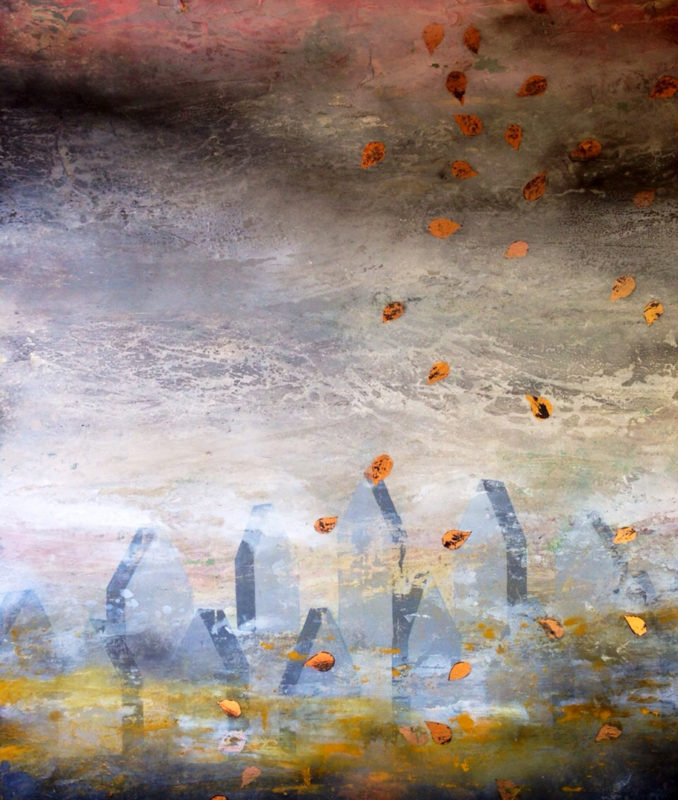
Tumbling (2018)